# Campeonato de Segunda División 1922 de la AAmF (Argentina)
El Campeonato de Segunda División 1922 fue el torneo que constituyó la vigésimo cuarta edición de la Segunda División y la vigésimo tercera temporada de la tercera división de Argentina en la era amateur. Fue el cuarto organizado por la Asociación Amateurs de Football.
Los nuevos participantes fueron: los afiliados Balcarce, Buenos Aires Central, Central Porteño, Ferroviario, Floresta, Lomas, Nacional y Sportsmen, debutantes en el certamen.
El torneo coronó campeón por primera vez a Nacional de Villa Soldati, y obtuvo el ascenso junto a los ganadores de sección.
Por su parte, el torneo de la Asociación Argentina fue ganado por Central Argentino II.

## Ascensos y descensos
| Pos.  | Ascendidos a División Intermedia 1922 |
| ----- | ------------------------------------- |
| 1.°   | Villa Crespo                          |
| ZO    | Rañó                                  |
| Prom. | Charley                               |
| Prom. | Hamilton                              |
| Prom. | Leandro N. Alem                       |

| Afiliados            |
| -------------------- |
| Balcarce             |
| Buenos Aires Central |
| Central Porteño      |
| Ferroviario          |
| Sp. Floresta         |
| Dep. Lomas           |
| Nacional (VS)        |
| Sportmen             |

| Incorporados                    |
| ------------------------------- |
| Almagro III                     |
| Argentino del Sud III           |
| Atlanta III                     |
| Sp. Buenos Aires III            |
| Estudiantes III                 |
| Ferro Carril Oeste III          |
| Gimnasia y Esgrima La Plata III |
| Racing III                      |
| San Isidro III                  |
| Tigre III                       |
| Wilde III                       |

| Descendidos de División Intermedia 1921 |
| --------------------------------------- |
| No hubo                                 |

| Desafiliados |
| ------------ |
| América      |
| Guttemberg   |

| Retirados             |
| --------------------- |
| Barracas Central III  |
| Liberal Argentino III |
| Liberal Argentino IV  |
| Vélez Sarsfield IV    |

El número de equipos aumentó a 25.

## Sistema de disputa
Los participantes fueron divididos en cuatros zonas geográficas. En cada una se enfrentaron bajo el sistema de todos contra todos a dos ruedas. El ganador de cada zona se clasificó a la fase final.

### Ascensos
Los cuatro ganadores obtuvieron el ascenso y se enfrentaron a eliminación directa. El ganador se consagró campeón.

## Equipos participantes
| Equipo                          | Ciudad          |
| ------------------------------- | --------------- |
| Almagro III                     | Buenos Aires    |
| Argentino del Sud III           | Dock Sud        |
| Atlanta III                     | Buenos Aires    |
| Balcarce                        | Buenos Aires    |
| Buenos Aires                    | Dock Sud        |
| Buenos Aires Central            | Buenos Aires    |
| Centenario Argentino            |                 |
| Central Porteño                 |                 |
| Estudiantes III                 | Buenos Aires    |
| Ferro Carril Oeste III          | Buenos Aires    |
| Ferroviario                     |                 |
| Floresta                        |                 |
| Gimnasia y Esgrima La Plata III | La Plata        |
| Independiente III               | Avellaneda      |
| Lanús III                       | Lanús           |
| Lomas                           | Lomas de Zamora |
| Nacional                        | Buenos Aires    |
| Platense III                    | Buenos Aires    |
| Racing III                      | Avellaneda      |
| River Plate III                 | Buenos Aires    |
| San Isidro                      | San Isidro      |
| Sportmen                        |                 |
| Tigre III                       | Tigre           |
| Vélez Sarsfield                 | Buenos Aires    |
| Wilde III                       | Dock Sud        |

## Fase de zonas

### Zona Este
| Pos. | Equipo                | Pts. | J  | G  | E | P |
| ---- | --------------------- | ---- | -- | -- | - | - |
| 1.°  | Buenos Aires Central  | 20   | 10 | 10 | 0 | 0 |
| 2.°  | Argentino del Sud III | 14   | 10 | 7  | 0 | 3 |
| 3.°  | Independiente III     | 11   | 10 | 5  | 1 | 4 |
| 4.°  | Racing III            | 6    | 10 | 2  | 2 | 6 |
| 5.°  | Sp. Buenos Aires III  | 5    | 10 | 2  | 1 | 7 |
| 6.°  | River Plate III       | 4    | 10 | 2  | 0 | 8 |

|  | Clasificado a la fase final. |

### Zona Oeste
| Pos. | Equipo                 | Pts. | J | G | E | P |
| ---- | ---------------------- | ---- | - | - | - | - |
| 1.°  | Nacional (VS)          | 14   | 8 | 6 | 2 | 0 |
| 2.°  | Ferroviario            | 13   | 8 | 6 | 1 | 1 |
| 3.°  | Almagro III            | 9    | 8 | 4 | 1 | 3 |
| 4.°  | Central Porteño        | 4    | 8 | 1 | 1 | 6 |
| 5.°  | Vélez Sarsfield III    | 1    | 8 | 0 | 1 | 7 |
| —    | Atlanta III            | —    | — | — | — | — |
| —    | Ferro Carril Oeste III | —    | — | — | — | — |

|  | Clasificado a la fase final. |

### Zona Norte
| Pos. | Equipo               | Pts. | J  | G | E | P |
| ---- | -------------------- | ---- | -- | - | - | - |
| 1.°  | Sp. Balcarce         | 18   | 10 | 8 | 2 | 0 |
| 2.°  | Centenario Argentino | 14   | 10 | 6 | 2 | 2 |
| 3.°  | Estudiantes III      | 12   | 10 | 5 | 2 | 3 |
| 4.°  | San Isidro III       | 8    | 10 | 4 | 0 | 6 |
| 5.°  | Tigre III            | 4    | 10 | 2 | 0 | 8 |
| 6.°  | Platense III         | 4    | 10 | 2 | 0 | 8 |

|  | Clasificado a la fase final. |

### Zona Sur
| Pos. | Equipo                          | Pts. | J  | G | E | P |
| ---- | ------------------------------- | ---- | -- | - | - | - |
| 1.°  | Dep. Lomas                      | 18   | 10 | 8 | 2 | 0 |
| 2.°  | Gimnasia y Esgrima La Plata III | 15   | 10 | 7 | 1 | 2 |
| 3.°  | Sportmen                        | 14   | 10 | 7 | 0 | 3 |
| 4.°  | Sp. Floresta                    | 6    | 10 | 3 | 0 | 7 |
| 5.°  | Lanús III                       | 5    | 10 | 2 | 1 | 7 |
| 6.°  | Wilde III                       | 1    | 10 | 1 | 0 | 9 |

|  | Clasificado a la fase final. |

## Fase final
|                                   |
|                                   |
| Campeón Nacional (VS) 1.er título |